# Антоний Проватски
Антоний Проватски е български православен духовник, проватски епископ на Българската православна църква от 1962 до смъртта си в 2002 година.

## Биография
Роден е на 23 септември 1915 година със светското име Константин Михайлов Костов Мучитанов в оряховското село Хърлец в семейство на бежанци от Крушево, Македония. Завършва основното си образование в София. От есента на 1931 година учи в Софийската духовна семинария, която завършва в 1937 година. В същата година започва да учи в Богословския факултет на Софийския университет, който завършва в 1941 година.
По време на частичното освобождение на Вардарска и Егейска Македония в годините на Втората световна война, от 1 август 1941 година до 30 август 1942 година е секретар на архиерейското наместничество на Струмишко-Драмската митрополия в Драма, управлявана от митрополит Борис Неврокопски. На 25 юли 1942 година в Рилския манастир митрополит Борис го замонашва под името Антоний при духовното старчество на архимандрит Евгений. На 30 август 1942 година е ръкоположен за йеродякон и назначен за митрополитски дякон в Драма. На 1 септември 1943 година става помощник-секретар на Драмската митрополия. На 10 октомври 1943 година в църквата „Въведение Богородично“ е ръкоположен в сан йеромонах. От 1 март до 15 септември 1944 година е протосингел на Драмската митрополия.
След изтеглянето на българските войски от Драмско, на 1 декември 1944 година е назначен за протосингел на Неврокопската митрополия, като заема поста до края на декември 1949 година. На 7 януари 1947 година в горноджумайската катедрала „Въведение Богородично“ е възведен в архимандритски сан от митрополит Борис. От 1 януари 1950 година до края на септември 1951 година е ректор на семинарията към Черепишкия манастир.
Заедно с митрополита си Борис Неврокопски, Антоний е сред духовниците, които оказват твърда съпротива на атеистичната комунистическа власт. След убийството на митрополит Борис, Антоний е арестуван и репресиран.
От 1 октомври до 31 декември 1951 година архимандрит Антоний е игумен на Троянския манастир. От 1 януари 1952 година до 7 юли 1956 година управлява пансиона на Софийската духовна академия.
На 7 юли 1956 г. е назначен за настоятел на българското подворие при „Успение Богородично“ в Москва, който пост заема до 1 септември 1960 година.
От 1 септември 1960 година работи в Културно-просветния отдел на Синода, като от 1 януари 1961 година е негов началник.
На 16 декември 1962 година в патриаршеската катедрала „Свети Александър Невски“ е ръкоположен за проватски епископ и назначен за викарий на Видинската митрополия. От 1 август 1971 до 1 август 1977 година епископ Антоний служи като председател на църковното настоятелство на „Свети Александър Невски“. От 1 август 1977 година е викарен епископ на Доростолската и Червенска епархия до 20 декември 1985 година, когато става епископ на разположение на Светия синод. От 1 декември 1989 година до юли 1992 година отново е председател на настоятелството на патриаршеската катедрала.
От 2 август 1995 година е патриаршески викарий. Живее на покой в Русе до смъртта си на 13 април 2012 година.